# 東根市立大森小学校
東根市立大森小学校（ひがしねしりつ おおもりしょうがっこう）は、山形県東根市大字若木にある公立小学校である。

## 概要
学校名の由来は、付近に位置する山の名称を選定したものである。
校歌は、山形市出身の作曲家服部公一に依頼、『ひかる六つのさくらんぼ』が制作されたが、校名が変更になったため修正された。
当初校名として採用されることが決定していた「さくらんぼ小学校」の名称は2009年12月に市民の公募により選定されたものである。山形県は、日本を代表するサクランボ生産地であり、県民にはとてもなじみが深い。また、東根市は佐藤錦の生産発祥地であり、それにあやかって「太陽の光を浴び元気に成長して欲しい」という願いも込められていた。

## 沿革
- 2009年12月 - 校名を「東根市立さくらんぼ小学校」に決定
- 2010年9月 - 校名を「東根市立大森小学校」に変更
- 2011年4月 - 開校

## 開校経緯
東根市神町北部土地区画整理事業地の区画整理の一環として開校された。市内の神町小学校と東根中部小学校は、人口増加に伴い児童数が年々増加し、教室不足が生じており仮設教室で対応している状況にあり、神町地区は現在施行中の神町北部土地区画整理事業の住環境整備により今後も児童数の増加が予想されている。
このことから、適正な学校規模を確保し教室不足を解消するため、学区の見直しとともに新たな小学校の整備が必要となっていた。市の「第三次東根市総合計画」の後期基本計画では、神町北部土地区画整理地内に新設小学校を整備することが掲げられており、これを受け、「（仮称）東根市立神町小学校分離校整備等事業」（平成20年6月13日公表）により、新たな小学校を整備する運びとなったものである。

## 名称に関する問題
学校の開校に先立つ2009年、公募により校名に「さくらんぼ小学校」が選出されたが、この校名がアダルトの同人サークル「私立さくらんぼ小学校」（2002年設立）に酷似していたことが発覚した。2009年12月28日の時点で東根市の職員が同名のアダルト同人サークルの存在を把握。市に報告して弁理士に商標などに関する権利について問題がないかを相談をしていた。その後、東根市は、2010年2月に送られた来た匿名の電子メールでの指摘で、同人サークルの存在を把握したと公式に発表した。
2010年9月8日の時点で、東根市長の土田正剛は「校名を変えればアダルトの世界を正当化することになる」と発言、校名は変更しない方針を示し、同市の教育委員会も名前の変更に対して否定的見解を示していた。しかし、翌日の9月9日には土田市長が「インターネット社会の力の大きさを改めて知り、（このままでは）児童の安全、安心を担保できない」として、校名変更へと方針を変えることを表明した。校名の変更に従い、さくらんぼをモチーフとした校歌の歌詞や東北芸術工科大学デザイン工学部プロダクトデザイン学科教授早坂功の校章もすべて変更・再製作された。
土田市長は校名変更の記者会見後に、「交通事故に例えるなら、（向こうから）ぶつかって来たような感じだ」と所感を述べた。その後、校名変更への反対意見の問い合わせが多くなった。
一方で、東京都にあるインターネットセキュリティー会社は、東根市が、選定の事前に類似した校名がない事は確認しているが、インターネットを利用した類似名称の調査はしていなかった点について、小学校の名称に類似した名称があるか必ず事前に調査するべきだと指摘している。
なお、同人サークルの「私立さくらんぼ小学校」側は、東根市側が校名を変更しない方針であれば、将来的に同校に通学する子供の安全に配慮し、サークル名の変更も検討するとの意志を表明していた。
2010年9月24日、土田市長は記者会見を開いて新小学校の名称について、当初のさくらんぼ小学校の名称を撤回し、改めて「新しい校名を東根市立大森小学校と決定した」ことを明らかにした。土田市長は当初の校名を採用できなかったことについては「このようなことでやむを得ない」「子供たちの安全を優先した」と発言している。9月28日の市議会で正式に承認された。
そもそも「さくらんぼ小学校」の校名について、東根市民には否定的な意見が多かった。東根市にある駅名が「さくらんぼ東根駅」、東根市で行われるマラソン大会も「さくらんぼマラソン」と、東根市には「さくらんぼ」を付けた名前ばかりで、学校現場では「またか」「芸がない」といった意見や、「いくら何でも公立学校の名前が果物というのは変だ」という意見が出ていた。

## 通学区域
四ツ家上第一、四ツ家上第二、一本木南、神町中第四の県道新田神町停車場線以北、神町中第五の県道新田神町停車場線以北、神町下第一の県道東根尾花沢線以東で県道新田神町停車場線以南を除く区域、神町下第一西、神町下第二東、神町下第二北 神町下第二中央 神町下第三東 神町下第三西 神町下第三南 神町下第三北 緑区、新田上の県道新田神町停車場線以北、新田下一区及び新田下二区の県道新田神町停車場線以北、若葉町 大森山南の区域

## 進学先中学校
- 公立学校は、神町中学校へ進学[19]。

## 外部サイト
- 東根市立大森小学校公式サイト